# Сибирь бронзового века

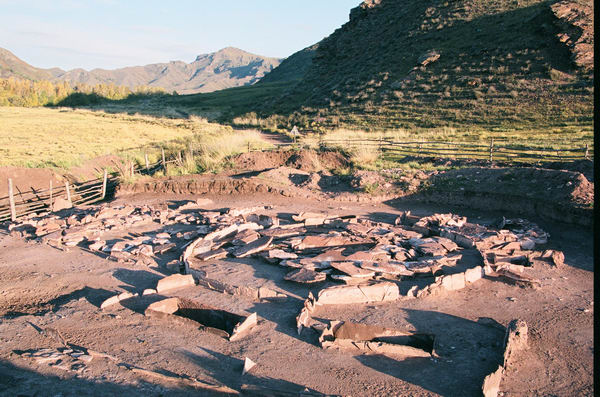
Карасукский могильник близ деревни Казановка, Республика Хакасия

Бронзовый век Сибири — период истории Сибири, приходившийся на III—I тыс. до н. э.

## Общие черты
Второй период эпохи раннего металла, традиционно называемый бронзовым веком, связан с освоением искусственных сплавов на медистой основе, то есть бронз. От меди бронза отличается важным качеством — твёрдостью. Благодаря этому, бронзовые орудия получили более широкое распространение, чем медные. Главное техническое достижение древних металлургов на этом этапе — отливка почти всех изделий в закрытых двусторонних формах. В различных районах исследователи выделяют несколько этапов и в самом бронзовом веке. Наиболее распространена трехчленная периодизация с выделением этапов ранней, развитой и поздней бронзы. В целом бронзовый век Сибири датируется II — началом I тыс. до н. э.
Эпоха раннего металла в Сибири имеет несколько особенностей:
- Металлургия меди и бронзы могла появиться лишь в тех местах, где имеются залежи медных руд. В Сибири крупные и доступные первобытным горнякам месторождения приурочены к горным областям Урала, Рудного Алтая,Саян и Забайкалья. На огромной территории Западной, Восточной и Северо-Восточной Сибири, Дальнего Востока запасов медной руды практически нет. Поэтому эпоха раннего металла не стала универсальной стадией в культурно-историческом развитии всего сибирского населения. Энеолитические памятники известны только в районах, непосредственно примыкающих к горно-металлургическим областям. Памятники эпохи бронзы распространены гораздо шире, но и в это время культура многих племен Северо-Восточной Азии и Дальнего Востока находилась на неолитическом уровне.
- Вторая особенность раннеметаллической эпохи в Сибири — её непродолжительность. Здесь она укладывается в полтора тысячелетия, в то время как в древнейших горно-металлургических областях Старого Света орудия из меди и бронзы господствовали на протяжении трёx тысяч лет. Связано это с тем, что древний металл проникает в Сибирь сравнительно поздно, на заключительных этапах развития евразийской медно-бронзовой металлургии[1] .

Рост производительности труда, обусловленный внедрением металлических орудий, при наличии благоприятных экологических условий неизбежно должен был привести к коренной перестройке экономических систем, сложившихся в Сибири в неолите. Начиная с энеолитической эпохи население сибирских степей и лесостепей постепенно переходит к скотоводческо-земледельческому хозяйству. Эпохе раннего металла суждено было разделить Сибирь на два мира: степной-лесостепной, населенный скотоводами и земледельцами, и таёжный, где обитали охотники и рыболовы. Некоторые исследователи проводят между ареалами присваивающей и производящей экономики столь резкую грань, что предлагают относить к эпохе энеолита только культуры, связанные с земледелием и скотоводством, а синхронные и близкие им по материальной культуре общества охотников и рыболовов считать неолитическими. Древнейшие сибирские металлоносные культуры (афанасьевская, шапкульская и липчинская) опровергают эту точку зрения и доказывают, что однотипные изделия из меди распространяются и у скотоводов Южной Сибири, и у охотников и рыболовов лесного Зауралья. Очевидно, что энеолит не связан с одною и той же экономической системой, а находит своеобразное преломление в различных экологических зонах.
На стоянках бронзового века в Прибайкалье — Усть-Ида и Курма XI — определены Y-хромосомные гаплогруппы K, Q1a3.

## Афанасьевская культура и её влияния
Сибирские энеолитические культуры локализовались в районах, прилегающих к горно-металлургическим областям. На Алтае и в минусинских степях во второй половине III тыс. до н. э. появились племена афанасьевцев. По всей видимости, они мигрировали сюда с более западных территорий и принесли в Сибирь зачатки металлургии, земледелия и скотоводства. Все ведущие типы орудий афанасьевцы делали из камня. Медь использовалась для украшений, игл, шильев, небольших ножей. Афанасьевские мастера ещё не знали литья, медные предметы обрабатывались ковкой.
Керамика афанасьевской культуры разнообразна по размерам и форме. Преобладали высокие остродонные сосуды с ёлочным орнаментом. Узор наносился затупленной палочкой или гребенчатым штампом. Хозяйство афанасьевцев было комплексным. Наряду с традиционными для неолитической Сибири сетевым рыболовством и охотой, получили развитие скотоводство и в меньшей степени земледелие. Находки костей домашних животных в могилах и культурном слое поселений свидетельствуют, что афанасьевцы разводили коров, лошадей, овец. Комплексное хозяйство позволило им жить оседло, в постоянных жилищах.
Во второй половине III тыс. до н. э. медные изделия (шилья, ножи) появляются в лесном Зауралье и прилегающих районах Западной Сибири в инвентаре липчинской и шапкульской культур.
Ымыяхтахская культура (2200—1300 гг. до н. э.) широко распространилась из Якутии на весь Северо-Восток Азии а также и на запад. В могильниках этой культуры находят бронзовые изделия, включая и оловянистую бронзу.

## Культуры зрелого бронзового века
В первой половине II тыс. до н. э. на юге Западной и Восточной Сибири складываются культуры зрелого бронзового века: кротовская и самусьская в Верхнем Приобье, окуневская — в минусинских степях, глазковская — в таёжном Прибайкалье.
Уникальной археологической находкой считается 5-метровой длины погребальная ладья, обнаруженная в могильнике Бузан-3 (Ингальская долина, юг Тюменской области), артефакты которого относятся к медному веку. Могильник датируется 3 190 годом до н. э. плюс-минус 60 лет. Таким образом, он является ровесником Стоунхенджа (3020—2910 до н. э.), первых городов Древней Месопотамии (3500—3000 до н. э.) и значительно старше широко известных пирамиды Хеопса (2560—2540 до н. э.) и памятников Аркаима (2200—1600 до н. э.).
По течению реки Чарыш следы древнего обитания человека найдены в нескольких пещерах. В курганах Катуни, Чарыша, в верховьях Алея, реки Иртыш были найдены разнообразные украшения и утварь, что говорит о сравнительно высокой культуре обитателей древней Сибири. На многих кубках, бронзовых и серебряных кружках видны довольно сложные рисунки, представляющие собой изображения разных животных и птиц. В этих же курганах находятся приложения к конской сбруе, часто изготовленные из массивного золота. Этими же племенами оставлены многочисленные плиты и «бабы», иногда покрытые надписями.
Особенного внимания заслуживают орудия из нефрита, найденные в Барнауле. В курганах находили и приложения к конскому убранству, зачастую из массивного золота. Из-за большого количества бронзовых, золотых и серебряных вещей и многочисленных следов на Алтае древних рудокопных и плавильных работ можно судить, что здесь очень рано началась и велась добыча и обработка драгоценных и других металлов. Указания Геродота на пути, которыми доставлялось золото, не оставляют сомнения, что речь шла о добыче золота в пределах нынешнего Алтая.
Древние жители Алтая плавили руду в больших глиняных горшках, обломки которых встречаются около рудников вместе с каменными и медными орудиями. Так, в Золототушенском руднике были найдены два предмета, сделанные из чистой меди. В Змеиногорском руднике были найдены те же предметы, вместе с каменными молотками, также был найден остов задавленного обвалом рудокопа с инструментом и кожаным мешком наполненным охристыми рудами. При этом в древних алтайских рудниках отсутствуют железные орудия труда. Хотя, согласно китайским летописным сказаниям, добыча железа здесь производилось в VII веке до н. э..

## Андроновская культура
В середине II тыс. до н. э. культурный облик сибирских степей и лесостепей резко меняется. На всей громадной территории от Приуралья до Енисея распространяется андроновская культура. Андроновские племена составили целую эпоху в сибирской истории. Это было время утверждения развитой производящей экономики на юге и далекого проникновения бронзовой металлургии
Среди археологических объектов в Сибири широко представлены находки андроновской культуры (2300 до н. э. — 1000 до н. э.) и сменивших её черкаскульской (1500 до н. э. — 1200 до н. э.) и саргатской культур (500 до н. э. — 500 н. э.), которые относятся к древним уграм. В сибирских степях сложился единый для всех андроновцев хозяйственно-культурный тип пастухов-скотоводов и земледельцев, Андроновцы жили оседло в долговременных полуземлянках. Их поселки располагались в долинах рек, богатых, пастбищами и плодородными землями, пригодными для земледелия. В стаде преобладали крупный рогатый скот, овцы, лошади. Андроновцы стали первыми в азиатских степях наездниками. Скот большую часть года содержался на пастбищах под наблюдением пастухов, а зимой — в специальных загонах. Злаки возделывались на лёгких для обработки пойменных землях. Почва обрабатывалась вручную каменными и бронзовыми мотыгами. Охота и рыболовство большого значения в хозяйственной жизни не имели.

### Металлургия
Андроновцы обладали медными и оловянными рудниками и поставляли металл далеко на запад. Их литейщики обеспечивали широкое производство орудий труда (серпов, топоров, кельтов) и оружия (кинжалов, втульчатых наконечников, копий с листовидным пером), в том числе и за пределы андроновского ареала. Освоив степь и лесостепь, андроновцы в поисках новых полей и пастбищ по долинам рек проникали в таёжную зону, где смешивались с аборигенным населением. В результате на юге западносибирской тайги сложились андроноидные культуры (черкаскульская, сузгунская, еловская), сочетавшие местные и пришлые традиции. Под влиянием андроновской культуры у носителей этих культур сложились собственные бронзолитейные центры, сыгравшие большую роль в распространении металла в таёжной зоне.

## Карасукская культура
В конце II тыс. до н. э. андроновская культура в Южной Сибири сменяется карасукской. Карасукские племена оказали большое влияние на сибирские культуры заключительного этапа бронзового века. Оно прослеживается на обширной территории от Верхнего Приобья до Якутии. Степная экономика в эпоху поздней бронзы претерпела некоторые изменения. В составе карасукского стада увеличилась доля мелкого рогатого скота, что сделало стадо более подвижным и позволило перейти к сезонными перекочевкам. Таким образом, накануне эпохи железа в южносибирских степях создавались предпосылки для перехода к кочевому скотоводству.
В эпоху поздней бронзы металл распространился почти по всей территории Северной Азии. Под влиянием карасукской культуры сложился собственный металлургический центр в усть-мильской культуре Якутии (конец II—I тыс. до н. э.). В первой половине I тыс. до н. э. единичные бронзовые изделия появляются в усть-бельской культуре Чукотки. Но несколько привозных бронзовых предметов не изменили её неолитического характера. По существу население Чукотки и Камчатки продолжало жить в каменном веке.
Экономическая дифференциация севера и юга предопределила особенности социальной истории населения тайги и степи. В условиях промысловой (охотничье-рыболовческой) экономики и очень низкой плотности населения основным производственным коллективом в таёжной зоне продолжала оставаться отдельная семья или группа семей. Род, лишенный хозяйственной функции, становился неустойчивым. По всей видимости, аморфность родо-племенной организации, засвидетельствованная этнографией у некоторых таежных народностей Западной и Восточной Сибири, была характерна для этой территории и в эпоху раннего металла. Более развитые общественные отношения могли сложиться у оседлых рыболовов с их специализированной продуктивной экономикой, большей плотностью населения и прочной оседлостью. Погребальный обряд могильников бронзового века фиксирует зависимое положение женщин и выделяет наиболее удачливых охотников и служителей культа (шаманов?).
Социальное развитие в степях шло значительно быстрее. Родовые кладбища и наличие племенных территорий (выделяются в андроновской культуре) свидетельствуют о традициях развитого родового строя. Однако в его недрах уже выделялась парная семья, о чём говорит широкое распространение парных погребений. Во второй половине II тыс. до н. э. в степях появляются богатые погребения и мощные, возвышающиеся над остальными, насыпи отдельных курганов -красноречивые свидетельства появления имущественного и социального неравенства в обществах скотоводов и земледельцев Южной Сибири.